# Maksym Koval'
Maksym Anatolijovyč Koval' (in ucraino Максим Анатолійович Коваль?; Zaporižžja, 9 dicembre 1992) è un calciatore ucraino, portiere dell'Elimai.

## Caratteristiche tecniche
Nel 2010 è stato inserito nella lista dei migliori calciatori nati dopo il 1989 stilata da Don Balón.
Nel 2012 è stato inserito nella lista dei migliori calciatori nati dopo il 1991 stilata da Don Balón.

## Carriera

### Club
Ha esordito con la maglia del Metalurh Zaporižžja, all'età di 16 anni, 10 mesi e 24 giorni, il 1º novembre 2010 contro il Zakarpattja Užhorod, vincendo per 3-0.
Esordisce in Champions League contro l'Ajax nella partita valida per i preliminari del 17 agosto finita 1-1.

### Nazionale
Ha esordito con la maglia della Nazionale ucraina Under-19 il 4 luglio 2009 nella gara contro la Russia, finita 0-0.

## Palmarès

### Club

#### Competizioni nazionali
- Supercoppa d'Ucraina: 1

Dinamo Kiev: 2011
- Campionato moldavo: 1

Sheriff Tiraspol: 2022-2023
- Coppa di Moldavia: 1

Sheriff Tiraspol: 2022-2023